# Centro Hispano Venezolano de Aragua Fútbol Club
El Centro Hispano Venezolano de Aragua Fútbol Club es un equipo de fútbol venezolano, establecido en Maracay, estado Aragua, perteneciente a la organización homónina Centro Hispano de Aragua, fundada el 13 de abril de 1973, que milita en la Tercera División de Venezuela.

## Historia
Tras competir en torneos a nivel regional y nacional en todas sus categorías, incursiona en la Tercera División Venezolana 2012/13, entrando como aspirante en el Torneo Clausura 2013, donde jugó un compromiso amistoso ante otro elenco del estado que también haría su debut en el torneo mencionado anteriormente: Victorianos FC, como parte de su preparación. Compartió el Grupo Central II, con otros 3 rivales, donde también debió enfrentar a los clubes participantes en el Grupo Central I en compromisos intergrupos, finalizando en la tercera casilla de grupo tras sumar 11 unidades en su semestre de debut.
Para la Tercera División Venezolana 2013/14, forma parte del grupo Central I con rivales como La Trinidad FC, Ortiz FC, del estado Guárico y el CSIV Valencia FC, este último sería uno de los equipos que lograría avanzar al Torneo de Promoción y Permanencia 2014. Fueron 8 las derrotas del equipo hispano durante el Apertura, una de ellas ante La Trinidad FC en condición de local, por la jornada cinco, siendo el marcador 3-4 a favor del visitante, para finalizar el torneo en la quinta posición de grupo, con sólo 4 puntos sumados a lo largo del semestre. Para el Clausura 2014, finalizó en la cuarta casilla del Grupo Central I, tras obtener 10 puntos, producto de 2 victorias, 4 empates y 3 derrotas, siendo uno de los triunfos obtenidos ante el conjunto que finalizó el torneo como el campeón de grupo, la Hermandad Gallega FC por 0-1, en condición de visitante.
En el año 2014 queda de tercero en su grupo y clasifica para el torneo de segunda división de promoción y permanencia comparte el Grupo Centro Central con otros 7 conjuntos, entre ellos las filiales de Atlético Venezuela CF, Carabobo FC y Deportivo La Guaira,